# Jelena Iljinitschna Podkaminskaja

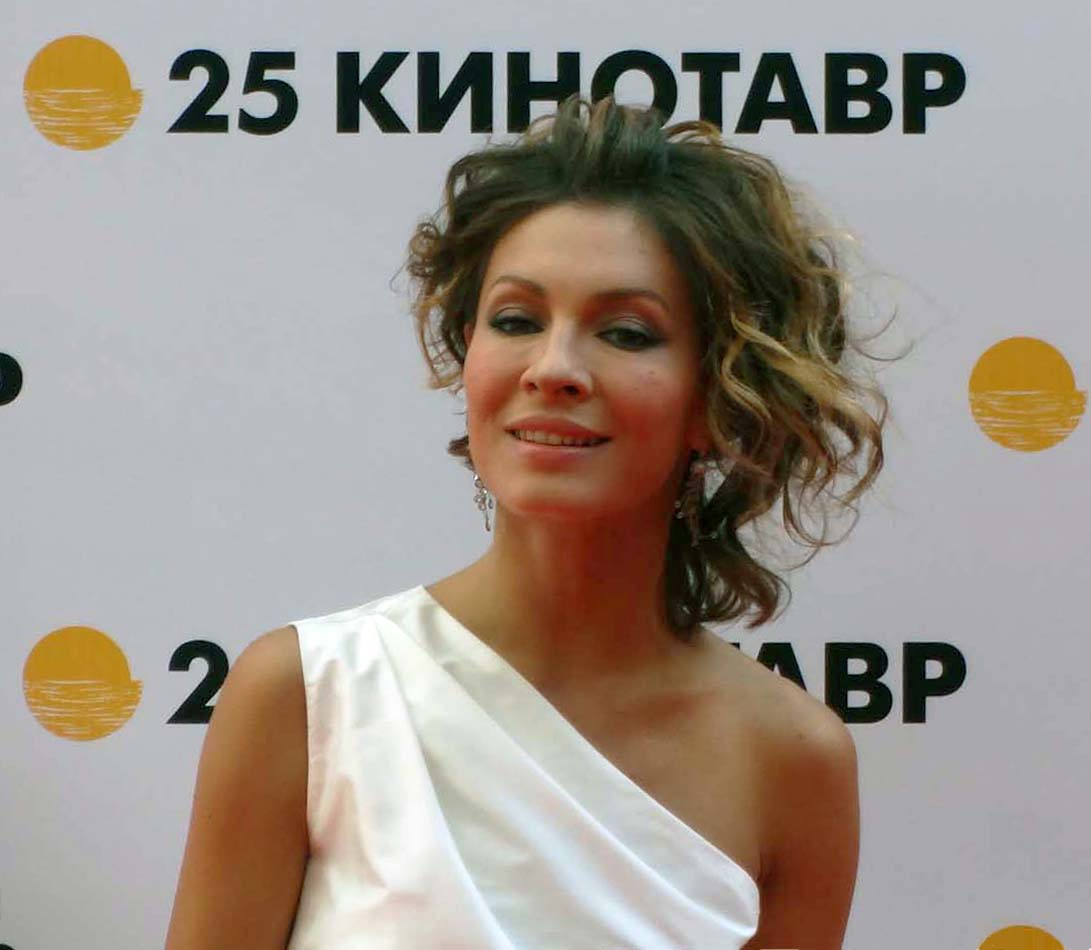
Jelena Podkaminskaja 2014

Jelena Iljinitschna Podkaminskaja (russisch Елена Ильинична Подкаминская; * 10. April 1979 in Moskau) ist eine russische Schauspielerin.

## Biografie
Jelena Podkaminskaja wurde in einer musikalischen Familie in Moskau geboren. Sie ist Absolventin der Schtschukin-Theaterhochschule im Kurs von Alexander Schirwindt 2001. Seit dem Jahr 2000 spielt sie am Satiretheater Moskau.
Ihr Fernsehdebüt hatte Podkaminskaja als Ursula Bourne in der Fernsehserie Neudacha Puaro (2002, Regie: Sergej Ursuliak). Ab 2012 wurde sie landesweit in ihrer Rolle der „Viktoriya“ in der Sitcom Kuchnja bekannt.

## Filmografie (Auswahl)
- 2002: Neudacha Puaro (Miniserie, 5 Folgen)
- 2005: Adyutanty lyubvi (Fernsehserie, 40 Folgen)
- 2006: Andersen. Das Leben ohne Liebe
- 2008: Dark Planet: The Inhabited Island
- 2012–2015: Kuchnja (Fernsehserie, 100 Folgen)
- 2019: Drugie (Fernsehserie, 16 Folgen)
- 2019–2021: IP Pirogova (Fernsehserie, 66 Folgen)